# Makrojęzyk
Makrojęzyk (ang. macrolanguage) – jednostka klasyfikacyjna wywodząca się z międzynarodowego standardu ISO 639. Używa się jej w odniesieniu do grup odmian językowych, nie zawsze wzajemnie zrozumiałych, ale które z pewnych względów (np. pozajęzykowych – kulturowych, politycznych, etnicznych, religijnych itd.) traktowane są jako warianty tego samego języka. Niektóre makrojęzyki obejmują kilkadziesiąt takich wariantów (np. arabski 30, keczua 44, zapotecki aż 58). W wielu przypadkach wiąże się to z występowaniem dyglosji, jak np. w przypadku języka arabskiego.
Makrojęzyki są rejestrowane i katalogowane przez instytucję SIL International. Według oficjalnej definicji SIL International chodzi o grupy blisko spokrewnionych języków, które w pewnych kontekstach nie są uważane za odrębne od siebie. Kluczowe są zatem dwie cechy: istnienie ścisłego związku genealogicznego między rozpatrywanymi językami oraz istnienie pewnej domeny, gdzie języki te uchodzą za jeden język.
Pojęcie zostało wprowadzone w wyd. 16 Ethnologue: Languages of the World z 2009 r.

## Lista makrojęzyków
Poniższa lista obejmuje wyłącznie języki ujęte przez SIL:
| ISO 639-1 | ISO 639-2 | ISO 639-3 | Liczba wariantów | Nazwa makrojęzyka                           |
| --------- | --------- | --------- | ---------------- | ------------------------------------------- |
| ak        | aka       | aka       | 2                | język akan                                  |
| ar        | ara       | ara       | 30               | język arabski                               |
| ay        | aym       | aym       | 2                | język ajmara                                |
| az        | aze       | aze       | 2                | język azerski                               |
| (-)       | bal       | bal       | 3                | język beludżyjski                           |
| (-)       | bik       | bik       | 5                | język bikol                                 |
| (-)       | bua       | bua       | 3                | język buriacki                              |
| (-)       | chm       | chm       | 2                | język mari (Rosja)                          |
| cr        | cre       | cre       | 6                | język kri                                   |
| (-)       | del       | del       | 2                | język delaware                              |
| (-)       | den       | den       | 2                | język slave (Atapascan)                     |
| (-)       | din       | din       | 5                | język dinka                                 |
| (-)       | doi       | doi       | 2                | język dogri (makro)                         |
| fa        | fas/per   | fas       | 2                | język perski                                |
| ff        | ful       | ful       | 9                | język fula                                  |
| (-)       | gba       | gba       | 5                | język gbaya (Republika Środkowoafrykańska)  |
| (-)       | gon       | gon       | 2                | język gondi                                 |
| (-)       | grb       | grb       | 5                | język grebo                                 |
| gn        | grn       | grn       | 5                | język guarani                               |
| (-)       | hai       | hai       | 2                | język haida                                 |
| sh        | (-)       | hbs       | 3                | język serbsko-chorwacki                     |
| (-)       | hmn       | hmn       | 21               | język hmong                                 |
| iu        | iku       | iku       | 2                | język inuktitut                             |
| ik        | ipk       | ipk       | 2                | język inupiaq                               |
| (-)       | jrb       | jrb       | 5                | języki judeoarabskie                        |
| kr        | kau       | kau       | 3                | język kanuri                                |
| (-)       | kok       | kok       | 2                | język konkani (ogólnie)                     |
| kv        | kom       | kom       | 2                | język komi                                  |
| kg        | kon       | kon       | 3                | język kongo                                 |
| (-)       | kpe       | kpe       | 2                | język kpelle                                |
| ku        | kur       | kur       | 3                | język kurdyjski                             |
| (-)       | lah       | lah       | 8                | język lahnda                                |
| (-)       | man       | man       | 7                | język mandingo                              |
| mg        | mlg       | mlg       | 10               | język malgaski                              |
| mn        | mon       | mon       | 2                | język mongolski                             |
| ms        | msa/may   | msa       | 13               | język malajski (ogólnie)                    |
| (-)       | mwr       | mwr       | 6                | język marwari                               |
| no        | nor       | nor       | 2                | język norweski                              |
| oc        | oci       | oci       | 5                | język okcytański (po r. 1500); prowansalski |
| oj        | oji       | oji       | 7                | język odżibwa                               |
| om        | orm       | orm       | 4                | język oromo                                 |
| ps        | pus       | pus       | 3                | język paszto                                |
| qu        | que       | que       | 44               | język keczua                                |
| (-)       | raj       | raj       | 6                | język radżastani                            |
| (-)       | rom       | rom       | 7                | język romani (cygański)                     |
| sq        | sqi/alb   | sqi       | 4                | język albański                              |
| sc        | srd       | srd       | 4                | język sardyński                             |
| sw        | swa       | swa       | 2                | język suahili                               |
| (-)       | syr       | syr       | 2                | język syryjski                              |
| (-)       | tmh       | tmh       | 4                | język tamaszek                              |
| uz        | uzb       | uzb       | 2                | język uzbecki                               |
| yi        | yid       | yid       | 2                | język jidysz                                |
| (-)       | zap       | zap       | 58               | język zapotecki                             |
| za        | zha       | zha       | 2                | język zhuang                                |
| zh        | zho/chi   | zho       | 13               | język chiński                               |